# PrimaLoft
„PrimaLoft“ е компания, която произвежда термоизолационни материали от синтетичен микрофибър. Тази технология за термоизолация се използва при производството на различни продукти като дрехи, обувки, аксесоари, спални чували.
В продуктите за дома се използва като заместител на продукти с гъши пух и пера и се влага в състава на възглавници, матраци, спални завивки. От 2007 г. PrimaLoft е производител и на прежда със 100% полиестерни влакна или комбинация от 55% вълна и 45% полиестерни влакна, които също имат високи термоизолационни нива. Този вид прежда се използва при производството на облекла, чорапи, завивки, аксесоари. Компанията е носител и на сертификат bluesign®, гарантиращ че тяхното производство е съобразено с изискванията за безопасност и Опазване на околната среда.
През 2015 г. PrimaLoft е обявена за най-големия доставчик на изолационни материали. 